# Dhuizon
Dhuizon ist eine französische Gemeinde mit 1.200 Einwohnern (Stand: 1. Januar 2022) im Département Loir-et-Cher in der Region Centre-Val de Loire; sie gehört zum Arrondissement Romorantin-Lanthenay und zum Kanton Chambord.

## Geographie
Dhuizon liegt etwa 20 Kilometer östlich von Blois in der Sologne. Umgeben wird Dhuizon von den Nachbargemeinden La Ferté-Saint-Cyr im Norden, Villeny im Osten und Nordosten, Montrieux-en-Sologne im Süden und Osten, Bauzy im Südwesten, Neuvy im Westen, Thoury im Westen und Nordwesten sowie Crouy-sur-Cosson im Nordwesten.

## Bevölkerungsentwicklung
| Jahr                       | 1962 | 1968 | 1975 | 1982 | 1990 | 1999 | 2006 | 2017 |
| Einwohner                  | 1035 | 1063 | 1086 | 1057 | 1100 | 1254 | 1366 | 1223 |
| Quellen: Cassini und INSEE |      |      |      |      |      |      |      |      |